# Molophilus yumbera
Molophilus yumbera är en tvåvingeart som beskrevs av Günther Theischinger 1992. Molophilus yumbera ingår i släktet Molophilus och familjen småharkrankar. Inga underarter finns listade i Catalogue of Life.